# Skyskraber (film)
|  | Denne artikel er oprettet af botten PalnaBot ud fra en ekstern database. Den kan derfor have sproglige fejl eller mangler. Denne skabelon kan fjernes efter kontrol af indholdet. |

Skyskraber er en film instrueret af Rune Schjøtt efter manuskript af Rune Schjøtt.

## Handling
Sort humoristisk filmdrama om ungdommelig forelskelse, mindreværd og skyskraberdrømme. I Rune Schjøtt spillefilmdebut, "Skyskraber" lever den 17-årige Jon i et lille klaustrofobisk samfund, der engang så sit snit til at vokse sig større med butikscenter, højhuse og lyskryds. Da Jon var 9 år, satte en absurd trafikulykke en stopper for byens ambitioner, og Jon fik skylden til trods for sit helt igennem uskyldige væsen. Jons far har siden gjort det til sin mission i livet at holde knægten fra at lave flere ulykker og undertrykker ham i en grad, der forhindrer ham i at blive voksen. Men noget spirer i Jon og byens smukke, blinde pige, Edith, vækker forbudte følelser.